# اورپیا
اورپیا (انگلیسی: Orpea) شرکت مراقبت سلامت فرانسوی است، که در سال ۱۹۸۹ تأسیس شد.